# Brain Cooperation
Brain Cooperation (en hangul: 두뇌공조; RR: Dunoegongjo) es una serie de televisión surcoreana dirigida por Lee Jin-seo y Gu Seong-jun, y protagonizada Jung Yong-hwa, Cha Tae-hyun, Kwak Sun-young y Ye Ji-won.  Se emitirá desde el 2 de enero hasta el 21 de febrero de 2023 por el canal KBS 2TV, los lunes y martes a las 21:50 (hora local coreana).

## Sinopsis
Shin Ha-ru es un neurocientífico que proviene de una familia rica y que ha tenido médicos durante 3 generaciones. Es una persona segura de sí misma que no tiene piedad de las personas que considera escoria. Geum Myung-se es un detective de trato y modales bruscos, aunque en el fondo es amable y honrado. En el pasado estuvo casado con Kim Mo-ran. Shin Ha-ru y Geum Myung-se resuelven casos criminales juntos, con la ayuda de la investigadora Seol So-jung.

## Reparto

### Principal
- Jung Yong-hwa como Shin Ha-ru, un neurocientífico que tiene un «cerebro extraordinario».[3][4]
  - Seo Woo-jin como Shin Ha-ru de niño.
- Cha Tae-hyun como Geum Myung-se, un detective que tiene un «cerebro altruista».[3][4]
- Kwak Sun-young como Seol So-jung, una investigadora de hipnosis forense que tiene un «cerebro ansioso».[3][4]
- Ye Ji-won como Kim Mo-ran, la exmujer de Myung-se, que tiene un «cerebro sexual».[3][4][5]

### Secundario
- Jung Dong-hwan como Hwang Dong-woo.[2]
- Woo Hyun como Kim Gil-joong, jefe del equipo de neurociencia en la estación de policía.[2]
- Kim Soo-jin como Shin Ji-hyung.[2]
- Im Chul-hyung como Park Chi-guk, que dirige el instituto de investigación de ciencias neurológicas.[6]
- Kim Ah-song como Geum I-na, la hija de Myung-se.
- Han Soo-yeon como In Young.
- Yoo Byung-hoon como Lee Jong-goo.
- Kim Kang-il como Kang Seong-ha.
- Park Sang-hoon como Ho-young (ep. 9-10).[7]
- Han Ji-wan como Han Yeon-hee.[8]
- Lee Won-jung como Kim Joon-young.[9]

### Apariciones especiales
- Jang Dong-seon como presidente del comité disciplinario (ep. 1).[10]
- Jang Ho-il (del dúo 015B) como el popular guitarrista Kim Jae-won.[11]
- Han Soo-yeon como Jung In-young, la esposa de Kim Jae-won.[12]
- Jung Jin-young como el periodista Park Jin-young (ep. 3).[13]
- Lee Sang-sook como Lee Jeong-ja, líder un culto seudorreligioso (ep. 5-6).[14]
- Lee Seung-joon como Heo Bum-soo, un hombre casado pero enamorado de una mujer virtual (ep. 7-8).[15]
- Jeon Ik-ryeong como Kim Jae-suk, la mujer real de Bum-soo, sospechosa de asesinato (ep. 7-8).[16][17]
- Lim Chan-mi como una mujer virtual (ep. 7-8).[16]
- Ha Si-eun.[18]

## Producción
El rodaje de la serie estaba programado para comenzar en julio de 2022. El 16 de noviembre se publicaron fotografías de la primera lectura del guion por el reparto de actores. El 20 de diciembre se publicaron cuatro carteles de los cuatro protagonistas caracterizados, y el día 28 otro cartel, esta vez grupal, con ocho de los actores de la serie.

## Audiencia
| Temporada | Temporada | Episodio número | Episodio número | Episodio número | Episodio número | Episodio número | Episodio número | Episodio número | Episodio número | Episodio número | Episodio número | Episodio número | Episodio número | Episodio número | Episodio número | Episodio número | Episodio número | Promedio |
| Temporada | Temporada | 1               | 2               | 3               | 4               | 5               | 6               | 7               | 8               | 9               | 10              | 11              | 12              | 13              | 14              | 15              | 16              | Promedio |
| --------- | --------- | --------------- | --------------- | --------------- | --------------- | --------------- | --------------- | --------------- | --------------- | --------------- | --------------- | --------------- | --------------- | --------------- | --------------- | --------------- | --------------- | -------- |
|           | 1         | 911             | 712             | —               | —               | 700             | 686             | 671             | 596             | 660             | 605             | —               | 530             | 757             | 662             | 676             | 763             | —        |

| Episodio                                                                                 | Fecha original de emisión | Índice de audiencia | Índice de audiencia | Índice de audiencia |
| Episodio                                                                                 | Fecha original de emisión | Nielsen Korea       | Nielsen Korea       | TNmS                |
| Episodio                                                                                 | Fecha original de emisión | Nacional            | Seúl                | Nacional            |
| ---------------------------------------------------------------------------------------- | ------------------------- | ------------------- | ------------------- | ------------------- |
| 1                                                                                        | 2 de enero de 2023        | 5,2 % (14.ª)        | 4,3 % (18.ª)        | 4,4 % (18.ª)        |
| 2                                                                                        | 3 de enero de 2023        | 4,1 % (17.ª)        | 3,8 % (19.ª)        | —                   |
| 3                                                                                        | 9 de enero de 2023        | 3,9 % (20.ª)        | 3,7 % (18.ª)        | —                   |
| 4                                                                                        | 10 de enero de 2023       | 3,3 % (21.ª)        | —                   | —                   |
| 5                                                                                        | 16 de enero de 2023       | 4,3 % (18.ª)        | 4,2 % (18.ª)        | —                   |
| 6                                                                                        | 17 de enero de 2023       | 4,4 % (16.ª)        | 4,6 % (13.ª)        | 3,4 % (20.ª)        |
| 7                                                                                        | 30 de enero de 2023       | 4 % (19.ª)          | 3,7 % (18.ª)        | —                   |
| 8                                                                                        | 31 de enero de 2023       | 3,3 % (20.ª)        | —                   | —                   |
| 9                                                                                        | 6 de febrero de 2023      | 3,9 % (17.ª)        | 3,8 % (17.ª)        | —                   |
| 10                                                                                       | 7 de febrero de 2023      | 3,7 % (17.ª)        | 3,8 % (16.ª)        | 3,5 % (20.ª)        |
| 11                                                                                       | 13 de febrero de 2023     | 3,7 % (19.ª)        | 3,3 % (19.ª)        | 3,8 % (18.ª)        |
| 12                                                                                       | 14 de febrero de 2023     | 3,4 % (18.ª)        | 3,6 % (18.ª)        | —                   |
| 13                                                                                       | 20 de febrero de 2023     | 4,3 % (16.ª)        | 4,3 % (15.ª)        | —                   |
| 14                                                                                       | 20 de febrero de 2023     | 4 % (17.ª)          | 4,2 % (14.ª)        | 4 % (15.ª)          |
| 15                                                                                       | 27 de febrero de 2023     | 4,2 % (16.ª)        | 4,2 % (16.ª)        | 3,4 % (20.ª)        |
| 16                                                                                       | 28 de febrero de 2023     | 4,9 % (8.ª)         | 5,1 % (7.ª)         | —                   |
| Promedio                                                                                 | Promedio                  | 4 %                 | —                   | —                   |
| - En la tabla superior, aparecen en azul los índices más bajos, y en rojo los más altos. |                           |                     |                     |                     |